# Jesús Carrasco
Jesús Carrasco (Olivenza, Extremadura, 1972–) spanyol író.
Fiatalkorában a legkülönbözőbb munkaköröket töltötte be: testnevelő tanártól kezdve a szőlőszedőn át a grafikusig. 1992-ben Madridba költözött, ahol írói karrierjét kezdte. 2005-ben Sevillába költözött, ahol jelenleg is él.
Carrasco Intemperie című debütáló regénye 2013-ban jelent meg, és a kritikusok elismeréssel fogadták, azóta több mint húsz nyelvre fordították le. Számos díjat nyert, és több díjra is jelölték. A könyvből film is készült. Második regénye, a La tierra que pisamos (2016) elnyerte az EU irodalmi díját. Harmadik könyve, a Llévame a casa 2021 februárjában jelent meg.
Az ember és a természet kapcsolata minden regényének alapvető témája. Elmondta, hogy leginkább Raymond Carver, Richard Ford, John Updike és John Edward Williams hatott rá.

## Publikációi
- Intemperie, Seix Barral, 2013.
- La tierra que pisamos, Seix Barral, 2016.
- Llévame a casa, Seix Barral, 2021.

### Magyarul megjelent
- Kegyetlen idő (Intemperie) – Magvető, Budapest, 2013 · ISBN 9789631431285 · Fordította: Dobos Éva
- A föld, amelyen állunk (La tierra que pisamos) – Typotex, Budapest, 2019 · ISBN 9789634930273 · Fordította: Mester Yvonne

## Fordítás
- Ez a szócikk részben vagy egészben  a   Jesús Carrasco című angol Wikipédia-szócikk fordításán alapul.  Az eredeti cikk szerkesztőit annak laptörténete sorolja fel. Ez a jelzés csupán a megfogalmazás eredetét és a szerzői jogokat jelzi, nem szolgál a cikkben szereplő információk forrásmegjelöléseként.